# 49 Persei
49 Persei (49 Per) es una estrella de magnitud aparente +6,09 situada en la constelación de Perseo, 19 minutos de arco al sur de 50 Persei.
Se encuentra a 144 años luz del sistema solar.
49 Persei figura en los catálogos como gigante naranja de tipo espectral K1III.
Tiene una temperatura efectiva de 4864 K —4986 K según otro estudio— y su luminosidad, muy baja para una estrella gigante, es sólo 7 veces superior a la del Sol.
Su diámetro angular, 0,828 milisegundos de arco, pone de manifiesto que su diámetro real es sólo cuatro veces más grande que el diámetro solar, lo que ha llevado a que se la considere más una subgigante que una verdadera gigante.
Gira sobre sí misma con una velocidad de rotación proyectada de 1,4 km/s.
49 Persei muestra una metalicidad —abundancia relativa de elementos más pesados que el helio— equivalente a 2/3 partes de la solar ([Fe/H] = -0,20).